# Дружба-84
«Дружба-84» — міжнародні мультиспортивні змагання, які відбувались з 2 липня по 16 вересня 1984 року в Радянському Союзі та 8 інших тогочасних соціалістичних країнах — Болгарії, НДР, Кубі, Монголії, КНДР, Польщі, Угорщині та Чехословаччині, які офіційно бойкотували літні Олімпійські ігри 1984 року в Лос-Анджелесі. Змагання відбувались у 25 містах та місцевостях 9 вищеперерахованих країн, і в них брали участь близько 3000 спортсменів з 50 країн світу.

## Історія
Змагання «Дружба-84» організовані з ініціативи тодішнього керівництва Радянського Союзу, яке вирішило бойкотувати Олімпійські ігри в американському місті Лос-Анджелесі. Приводом до оголошення бойкоту стала відмова владних структур США надати особливі письмові гарантії безпеки радянським спортсменам та спортсменам інших соціалістичних країн, а також дозволити спеціальні чартерні рейси «Аерофлоту» для перевезення радянських спортсменів та прийняти в порту Лос-Анджелеса теплохід «Грузія» як плавучу базу для радянської спортивної делегації. Радянське керівництво у свою чергу відмовило у наданні детальних відомостей про кожного члена делегації СРСР. Офіційно ці спортивні змагання проводились для спортсменів соціалістичних країн, які не зуміли поїхати на Олімпіаду з політичних причин (за виключенням спортсменів Румунії та Югославії, які не підтримали бойкот), щоб вони зуміли проявити себе на великому міжнародному змаганні по закінченні чотирирічного олімпійського циклу. Це рішення було ухвалене радянським керівництвом всупереч попереднім заявам про те, що СРСР не підтримує ідею бойкоту Олімпіади в Лос-Анджелесі, на відміну від адміністрації попереднього президента США Джиммі Картера, яка ухвалила рішення про бойкот Олімпіади в Москві. 8 травня 1984 року з'явилась постанова Політбюро ЦК КПРС, в якій говорилось про те, що керівництво СРСР вирішило бойкотувати Олімпіаду, яка проводилась у США. Повністю текст цієї постанови звучав так:

Вважати недоцільною участь радянських спортсменів у зв'язку з відсутністю належних заходів безпеки для делегації СРСР та розгорнутою в ЗМІ антирадянською кампанією.
Оригінальний текст (рос.)
Считать нецелесообразным участие советских спортсменов ввиду отсутствия должных мер обеспечения безопасности для делегации СССР и развернутой в СМИ антисоветской кампании.

Для більшості радянських спортсменів та тренерів це повідомлення стало справжнісіньким шоком, адже вони протягом кількох років цілеспрямовано готувались саме до цих Олімпійських ігор. На камеру та в газетних інтерв'ю більшість із них вимушені були говорити, що вони повністю підтримують рішення КПРС та уряду СРСР.
Тогочасний Президент МОК Хуан Антоніо Самаранч, який за іронією долі був обраний на цей пост на сесії МОК саме у Москві у 1980 році, намагався запобігти бойкоту, та особисто прибув до Москви, щоб зустрітися із генеральним секретарем ЦК КПРС Костянтином Черненком, проте це йому не вдалося, і він мав зустріч лише із заступником голови Ради Міністрів СРСР Миколою Тализіним, який лише переповів Самаранчу рішення Політбюро.
24 травня 1984 року оголошено про проведення серії спортивних змагань за олімпійською програмою, які мали стати компенсацією спортсменам за неучасть в Олімпійських іграх. Ці змагання отримали назву «Дружба-84», та проходили під лозунгом «Спорт-дружба-мир». Задля уникнення можливих санкцій від МОК, оголошено, що ці змагання не є альтернативою Олімпійським іграм, тому час їх проведення був зсунутий відносно строків проведення Олімпіади (28 липня — 12 серпня). Для уникнення звинувачень в уподібненні до Олімпіади було ухвалене рішення про проведення змагань не лише у різних містах, а й у різних країнах. Перші змагання «Дружби-84» відбулись уже 6 червня, а офіційне відкриття відбулось 18 серпня у Москві на стадіоні «Лужники». Це дозволило частині спортсменів узяти участь як у Олімпійський іграх, так і в змаганнях «Дружба», зокрема, в них взяли участь 3 новоспечені олімпійські чемпіони ігор у Лос-Анджелесі (зокрема, переможниця турніру зі штовхання ядра із ФРН Клаудія Лош зайняла на турнірі «Дружба-84» лише 8 місце).

## Програма змагань
Змагання ігор «Дружба-84» проводились у більшості олімпійських видів спорту, окрім футболу і синхронного плавання; а також у трьох неолімпійських на той час видах спорту — боротьбі самбо, настільному тенісі і тенісі. У деяких видах спорту програма відрізнялась від олімпійської, зокрема у велоспорті до програми не були включені жіночі групові шосейні перегони, в художній гімнастиці додатково розігрувались медалі в окремих видах багатоборства, у кульовій стрільбі додатково були розіграні 3 комплекти медалей у чоловічих змаганнях і 2 у жіночих змаганнях, у важкій атлетиці медалі також вручались за перемогу в окремих видах багатоборства.
У легкій атлетиці до програми ігор «Дружба-84», окрім змагань у Москві та Празі, були включені традиційні змагання «Олімпійський день» у НДР. Як основні змагання, так і «Олімпійський день» відбулись у значно більш стислі строки, ніж змагання Олімпіади.
Перші змагання ігор «Дружба-84» відбулись у кінному спорті з 6 по 10 червня у польському місті Сопоті, а останні змагання відбулись у болгарському місті Варна з 12 до 16 вересня, де проходив турнір з важкої атлетики. У загальному змагання відбувались у 25 містах та місцевостях (зокрема, на озері Балатон) 9 соціалістичних країн — Радянському Союзі, Болгарії, КНДР, Кубі, Монголії, НДР, Польщі, Угорщині та Чехословаччині.

## Учасники

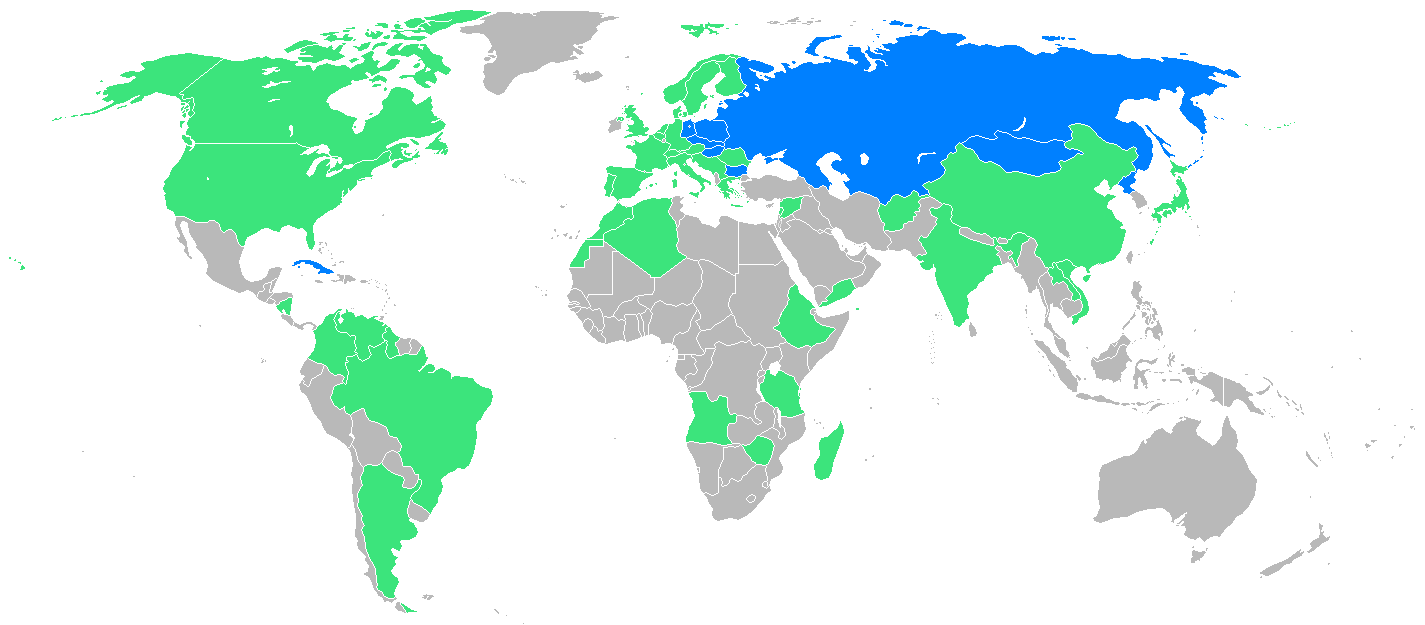
Синім кольором позначені країни, в яких проводились змагання; зеленим — країни, представники яких брали участь у змаганнях

У змаганнях «Дружба-84» брали участь найсильніші спортсмени країн, які бойкотували Олімпіаду в Лос-Анджелесі (у списку виділені кольором) — СРСР, Болгарії, Ефіопії, КНДР, Куби, Монголії, НДР, Польщі, Угорщини, Чехословаччини та ряду інших країн. У деяких видах спорту брали участь і спортсмени країн, які не бойкотували Олімпіаду; хоча й серед них були й учасники Олімпіади (у тому числі 3 олімпійські чемпіони), проте більшість із них складали спортсмени, які не пройшли кваліфікацію на Олімпіаду. Усього в змаганнях «Дружба-84» брали участь спортсмени із більш ніж 50 країн.
| - Австрія - Алжир - Ангола - Аргентина - Афганістан - Бельгія - Болгарія - Бразилія - Велика Британія - Венесуела - В'єтнам | - Гаяна - Греція - Данія - Ефіопія - Зімбабве - Індія - Іспанія - Італія - Іран - Канада | - КНР - Колумбія - Північна Корея - Куба - Лаос - Лівія - Мадагаскар - Марокко - Монголія - Нідерланди | - Нікарагуа - НДР - Норвегія - Південний Ємен - Польща - Португалія - Румунія - Сирія - СРСР - США | - Танзанія - Угорщина - Фінляндія - Франція - ФРН - Чехословаччина - Швеція - Швейцарія - Югославія - Японія |

## Змагання

### Баскетбол
Змагання з баскетболу в рамках ігор «Дружба-84» відбувались з 22 до 30 серпня 1984 року в Москві. У рамках змагань розіграно два комплекти нагород у чоловічому та жіночому турнірах.
У чоловічому турнірі брали участь 11 збірних, поділених на дві групи, по два переможці яких виходили до півфіналу, переможці якого в свою чергу ставали учасниками фіналу, а переможені — матчу за 3-тє місце. У фінальному матчі збірна СРСР перемогла збірну Чехословаччини з рахунком 105-70, а в матчі за 3-тє місце збірна Куби перемогла збірну Польщі.
У жіночих змаганнях 8 збірних провели одноколовий турнір, переможцем якого стала збірна СРСР, друге місце зайняла збірна Болгарії, а третє — збірна Куби.

### Бокс
Змагання з боксу в рамках ігор «Дружба-84» відбувалися в столиці Куби Гавані з 18 до 24 серпня 1984 року. Ці змагання характеризувались повним домінуванням кубинських боксерів, які виграли золоті медалі в 11 із 12 вагових категорій, лише в одній — першій середній вазі — переможцем став боксер із НДР Торстен Шмітц. Чемпіонами змагань стали, зокрема, такі відомі кубинські боксери, як Теофіло Стівенсон і Анхель Еррера Вера. Радянські боксери задовольнилися лише 6 срібними та двома бронзовими нагородами.

### Боротьба

#### Вільна боротьба
Змагання з вільної боротьби в рамках ігор «Дружба-84» відбувались з 20 до 22 липня 1984 року в столиці Болгарії Софії. У цьому турнірі більшість золотих нагород здобули борці СРСР, які перемогли у 7 вагових категоріях, у двох вагових категоріях перемогли болгарські борці, а в найлегшій ваговій категорії перемогу здобув представник КНДР.

#### Класична боротьба
Змагання з класичної боротьби в рамках ігор «Дружба-84» відбувались у столиці Угорщини Будапешті з 13 до 15 липня 1984 року. На цьому турнірі більшість золотих нагород здобули борці СРСР, у двох вагових категоріях перемогли болгарські борці, а в одній із категорій перемогу здобув угорський борець.

#### Самбо
Змагання з боротьби самбо в рамках ігор «Дружба-84» відбувались у столиці Монголії Улан-Баторі 1—2 вересня 1984 року. Значних успіхів на цих змаганнях досягли монгольські борці, які здобули три золоті нагороди, та стали призерами у решті вагових категорій. У інших 7 вагових категоріях перемогу здобули самбісти СРСР.

### Важка атлетика
Змагання з важкої атлетики в рамках ігор «Дружба-84» відбувались у болгарському місті Варна з 12 до 16 вересня 1984 року. На цьому турнірі по 5 великих золотих нагород за перемогу в двоборстві здобули штангісти СРСР та Болгарії, радянські штангісти здобули ще 5 срібних нагород, натомість болгарські штангісти здобули 3 срібних і 2 бронзові нагороди.

### Велосипедний спорт
Змагання з велосипедного спорту в рамках ігор «Дружба-84» відбувались у трекових перегонах з 18 до 22 серпня в Москві на велотреку «Крилатське», а в шосейних перегонах у двох містах НДР Форст і Шляйц 23 і 26 серпня. У цих змаганнях по три золоті нагороди здобули велосипедисти СРСР і НДР, а ще одну золоту нагороду здобув велосипедист із Угорщини.

### Веслування

#### Академічне веслування
Змагання з академічного веслування в рамках ігор «Дружба-84» відбувались у Москві з 24 до 26 серпня 1984 року. На цьому турнірі більшість золотих нагород здобули веслувальники СРСР, які перемогли у 12 заїздах, ще у 2 заїздах перемогли веслувальники НДР.

#### Веслування на байдарках і каное
Змагання з веслування на байдарках і каное в рамках ігор «Дружба-84» відбувались 21—22 липня 1984 року в столиці НДР Східному Берліні. По 6 золотих нагород на цих змаганнях здобули веслувальники НДР і СРСР.

### Вітрильний спорт
Змагання з вітрильного спорту в рамках ігор «Дружба-84» відбувались з 18 до 25 серпня в Таллінні, а також з 18 до 26 серпня 1984 року на озері Балатон. У більшості вітрильних змагань перемогу здобули яхтсмени СРСР, дві регати виграли яхтсмени НДР.

### Водне поло
Змагання з водного поло в рамках ігор «Дружба-84» відбувались з 19 до 26 серпня 1984 року в столиці Куби Гавані. У рамках одноколового турніру, в якому було представлено 6 команд із 5 країн (господарі турніру виставили дві команди, друга з яких виступала поза конкурсом), перемогу здобула збірна СРСР, друге місце зайняла збірна Угорщини, а третє місце здобула перша збірна господарів турніру — перша збірна Куби.

### Волейбол
Змагання з волейболу в рамках ігор «Дружба-84» відбувались серед жіночих команд з 6 по 12 липня у Варні, та з 18 до 23 серпня 1984 року в Гавані серед чоловічих команд.
У жіночому турнірі брали участь 10 збірних, поділених на дві групи, по два переможці яких виходили до півфіналу, переможці якого в свою чергу ставали учасниками фіналу, а переможені — матчу за 3-тє місце. У фінальному матчі збірна Куби перемогла збірну СРСР із рахунком за партіями 3-1, а в матчі за третє місце збірна НДР перемогла збірну КНДР із рахунком за партіями 3-0.
У чоловічих змаганнях 6 збірних провели одноколовий турнір, переможцем якого стала збірна СРСР, друге місце зайняла збірна Куби, а третє місце збірна Польщі.

### Гандбол
Змагання з гандболу в рамках ігор «Дружба-84» відбувались серед чоловічих команд з 17 по 21 липня у містах НДР Магдебурзі та Ростоку, та з 21 до 26 серпня 1984 року в чехословацькому місті Тренчині серед жіночих команд.
У чоловічому турнірі брали участь 8 збірних, поділених на дві групи, по два переможці яких виходили до півфіналу, переможці якого в свою чергу ставали учасниками фіналу, а переможені — матчу за 3-тє місце. У фінальному матчі перша збірна НДР перемогла збірну СРСР з рахунком 18-17, а в матчі за третє місце збірна Польщі переграла угорську збірну з рахунком 22-21.
У жіночих змаганнях 6 збірних провели одноколовий турнір, переможцем якого стала збірна СРСР, друге місце зайняла збірна Чехословаччини, а третє — збірна НДР.

### Гімнастика

#### Спортивна гімнастика
Змагання зі спортивної гімнастики в рамках ігор «Дружба-84» відбувались з 20 до 26 серпня 1984 року в чехословацькому місті Оломоуці. Змагання пройшли з великою перевагою радянських гімнастів, які здобули обидві золоті медалі в абсолютній першості, а також у командній першості як серед чоловіків, так і серед жінок, а також більшість золотих медалей в окремих видах програми. Усього гімнасти СРСР здобули 12 золотих медалей, гімнасти НДР здобули 3 золоті нагороди.

#### Художня гімнастика
Змагання з художньої гімнастики в рамках ігор «Дружба-84» відбувались з 17 до 19 липня 1984 року в столиці Болгарії Софії. Змагання пройшли з великою перевагою болгарських гімнасток, які виграли як абсолютну першість, так і змагання в окремих видах програми.

### Дзюдо
Змагання з дзюдо в рамках ігор «Дружба-84» відбувалися в столиці Польщі Варшаві з 24 до 26 серпня 1984 року. На цих змаганнях більшість золотих медалей здобули представники СРСР, які перемогли в 5 вагових категоріях, у двох категоріях перемогу здобули польські дзюдоїсти, ще в одній категорії перемогу здобув угорський дзюдоїст.

### Кінний спорт
Змагання з кінного спорту в рамках ігор «Дружба-84» відбувалися в Польщі. Змагання з конкуру та кінного триборства відбулись з 6 по 10 червня в Сопоті, а змагання з виїздки відбулись в Ксьонжанському регіональному ландшафтному парку неподалік Валбжиха з 17 до 26 серпня 1984 року. У триборстві перемоги як у індивідуальній першості, так і в командних змаганнях здобули польські вершники; в конкурі особисту першість виграв італієць Мікелле Делла Каса, а командну першість виграли вершники ФРН. У першості з виїзки індивідуальну перемогу здобув радянський вершник Юрій Ковшов, а командну першість виграли вершники СРСР.

### Легка атлетика
Змагання з легкої атлетики в рамках ігор «Дружба-84» відбувались у Москві 17—18 серпня серед чоловіків, та 16—18 серпня 1984 року серед жінок у Празі. Також до переліку змагань ігор традиційно включають змагання «Олімпійський день», які відбувались у східнонімецьких містах Берліні і Потсдамі в червні 1984 року. Більшість стартів у легкоатлетичних змаганнях виграли радянські спортсмени, які здобули 24 золоті нагороди. Успішно на цих змаганнях виступили легкоатлети НДР, які здобули 8 золотих нагород, Болгарії — 4 золоті нагороди, Куби — 3 золоті нагороди, Польщі — 2 золоті нагороди, по 1 золотій медалі здобули також легкоатлети Ефіопії та Угорщини.

### Плавання
Змагання з плавання в рамках ігор «Дружба-84» відбувались з 19 до 25 серпня в Москві. Найбільше перемог у запливах здобули плавці НДР, які здобули 16 золотих нагород. Плавці СРСР перемогли у 13 запливах, спортсмени інших країн задовольнилися медалями нижчого ґатунку.

### Стрибки у воду
Змагання зі стрибків у воду в рамках ігор «Дружба-84» відбувались у столиці Угорщини Будапешті з 16 до 19 серпня 1984 року. По дві золоті медалі на цих змаганнях здобули спортсмени СРСР і НДР.

### Стрілецький спорт
Змагання як із кульової, так і стендової стрільби в рамках ігор «Дружба-84» відбувались з 19 до 25 серпня в Москві. Найбільше перемог на цих змаганнях здобули стрільці СРСР, які здобули 7 золотих нагород, 5 золотих нагород здобули стрільці НДР, 2 найвищі нагороди вибороли болгарські стрільці, по одній нагороді найвищого ґатунку вибороли стрільці Угорщини і Чехословаччини.

### Стрільба з лука
Змагання зі стрільби з лука в рамках ігор «Дружба-84» відбувались з 23 до 26 серпня 1984 року в чехословацькому місті Пльзень. На цих змаганнях як у чоловіків, так і в жінок, перемогли бурятські лучники з команди СРСР — Мунко-Бадра Дашициренов і Ханда-Цирен Гомбожапова.

### Сучасне п'ятиборство
Змагання з сучасного п'ятиборства в рамках ігор «Дружба-84» відбувались у столиці Польщі Варшаві з 5 до 9 серпня 1984 року. В індивідуальній першості перемогу здобув угорський спортсмен Ласло Фабіан, у командній першості перемогу здобули угорські п'ятиборці.

### Теніс
Змагання з тенісу в рамках ігор «Дружба-84» відбувалися у польському місті Катовицях із 20 до 26 серпня 1984 року. На цьому турнірі всі 4 золотих медалі здобули радянські тенісисти.

### Настільний теніс
Змагання з настільного тенісу в рамках ігор «Дружба-84» відбувались у столиці КНДР Пхеньяні з 7 до 20 липня 1984 року, та проходили з великою перевагою господарів змагань, які здобули 4 золотих нагороди. Ще дві золоті медалі здобули пінг-понгісти Китаю, одну золоту медаль вибороли японські спортсмени.

### Фехтування
Змагання з фехтування в рамках ігор «Дружба-84» відбувались у столиці Угорщини Будапешті з 15 до 20 липня 1984 року. Найбільше перемог на цих змаганнях здобули спортсмени СРСР — 4 золоті медалі, 3 золоті медалі здобули фехтувальники Угорщини, 1 золоту медаль здобули польські спортсмени.

### Хокей на траві
Змагання з хокею на траві в рамках ігор «Дружба-84» відбувались серед чоловічих команд з 19 по 21 серпня у Москві, та з 28 до 30 серпня 1984 року в польському місті Познань серед жіночих команд. У обох турнірах перемогу здобули радянські хокеїсти на траві.

## Результати

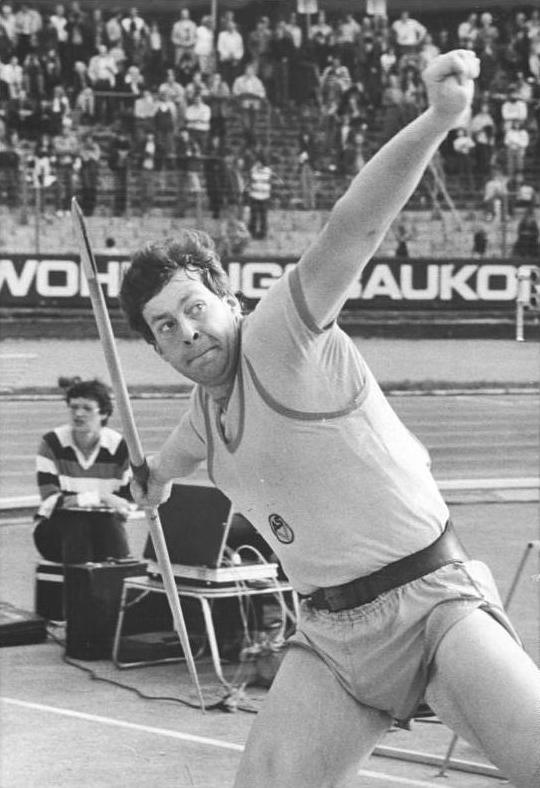
Уве Гон

Рівень змагань у різних видах спорту серйозно відрізнявся: наприклад, у художній гімнастиці та важкій атлетиці практично всі найсильніші спортсмени брали участь у «Дружбі-84», то в кінному спорті та хокеї на траві — в Олімпійських іграх. Проте на змаганнях «Дружба» було встановлено 44 світових рекорди, що більше, ніж на Олімпіаді в Лос-Анджелесі, де було встановлено лише 11 світових рекордів. А на «Олімпійському дні» з легкої атлетики, який проводився у рамках ігор «Дружба-84», метальник списа з НДР Уве Гон метнув снаряд на феноменальну довжину — 104 метри і 80 сантиметрів, що змусило IAAF з питань безпеки глядачів запровадити для метання списа чоловіками новий снаряд із зміщенням центру ваги такого списа ближче до наконечника.

## Медальний залік
| Місце    | Країна         | Золото | Срібло | Бронза | Загалом |
| -------- | -------------- | ------ | ------ | ------ | ------- |
| 1        | СРСР           | 126    | 87     | 69     | 282     |
| 2        | НДР            | 50     | 45     | 43     | 138     |
| 3        | Болгарія       | 21     | 25     | 29     | 75      |
| 4        | Куба           | 15     | 11     | 12     | 38      |
| 5        | Угорщина       | 10     | 17     | 24     | 51      |
| 6        | Польща         | 7      | 17     | 34     | 58      |
| 7        | Північна Корея | 5      | 5      | 10     | 20      |
| 8        | Чехословаччина | 2      | 18     | 28     | 48      |
| 9        | КНР            | 2      | 1      | 4      | 7       |
| 10       | Ефіопія        | 1      | 2      | 2      | 5       |
| 11       | ФРН            | 1      | 1      | 1      | 3       |
| 12       | Італія         | 1      | 1      | 0      | 2       |
| 13       | Японія         | 1      | 0      | 0      | 1       |
| 14       | Монголія       | 0      | 2      | 5      | 7       |
| 15       | Канада         | 0      | 1      | 0      | 1       |
| 16       | Венесуела      | 0      | 0      | 2      | 2       |
| 17       | Фінляндія      | 0      | 0      | 1      | 1       |
| 17       | Швеція         | 0      | 0      | 1      | 1       |
| 17       | Зімбабве       | 0      | 0      | 1      | 1       |
| Підсумок | Підсумок       | 242    | 233    | 266    | 741     |

## «Дружба-84» у філателії
У серпні 1984 року пошта СРСР випустила серію поштових марок, присвячених змаганням «Дружба-84».

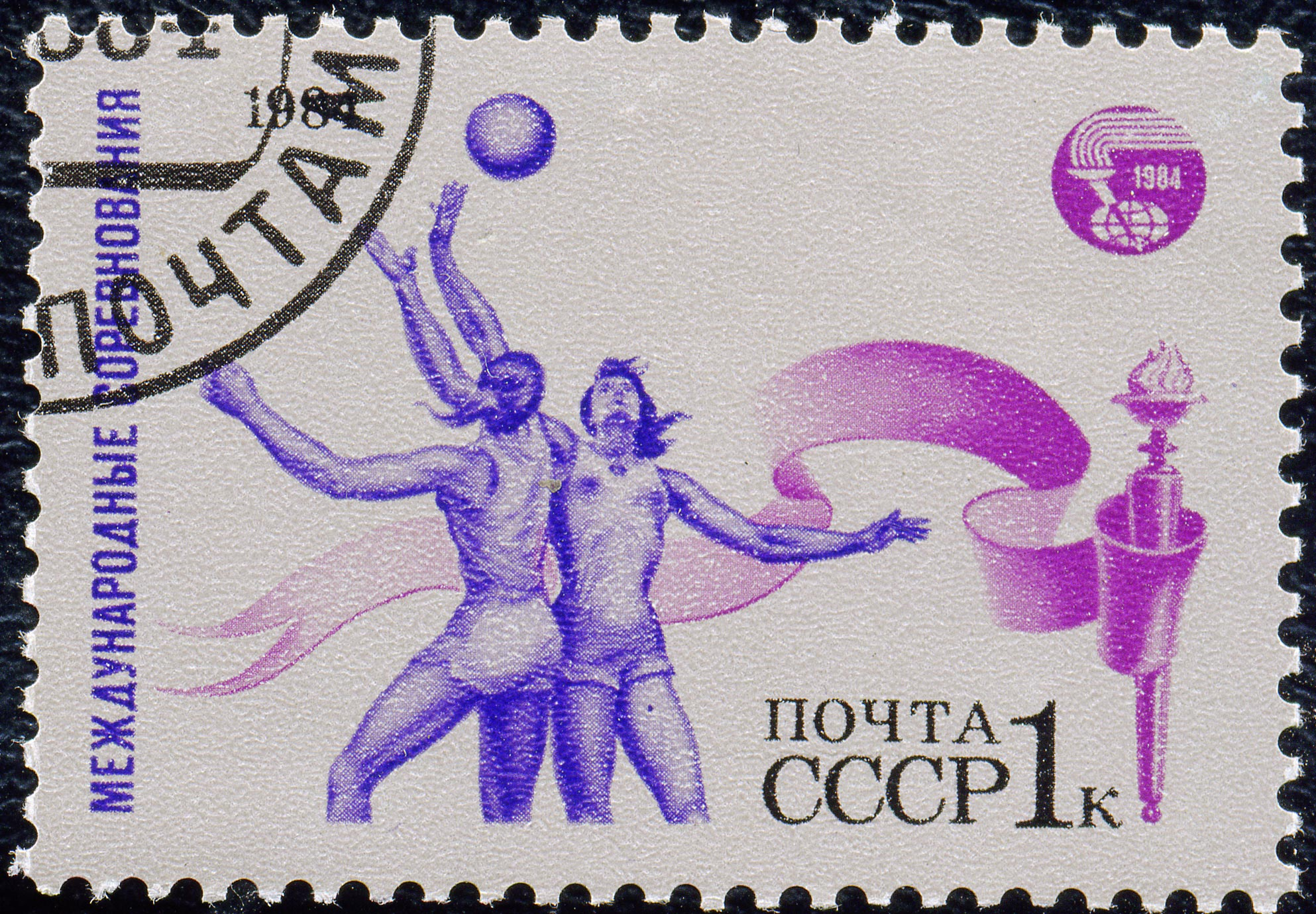
Волейбол
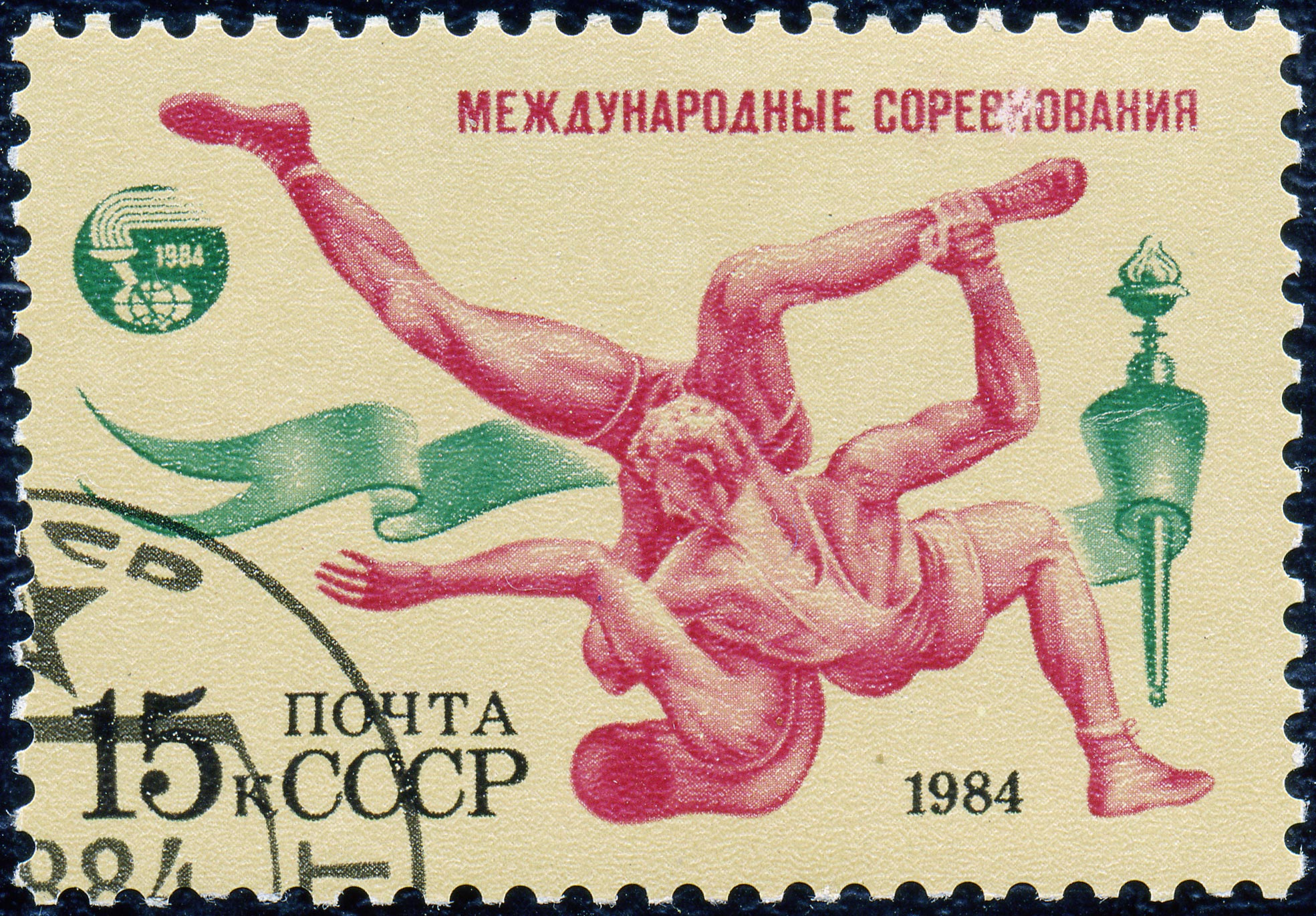
Вільна боротьба
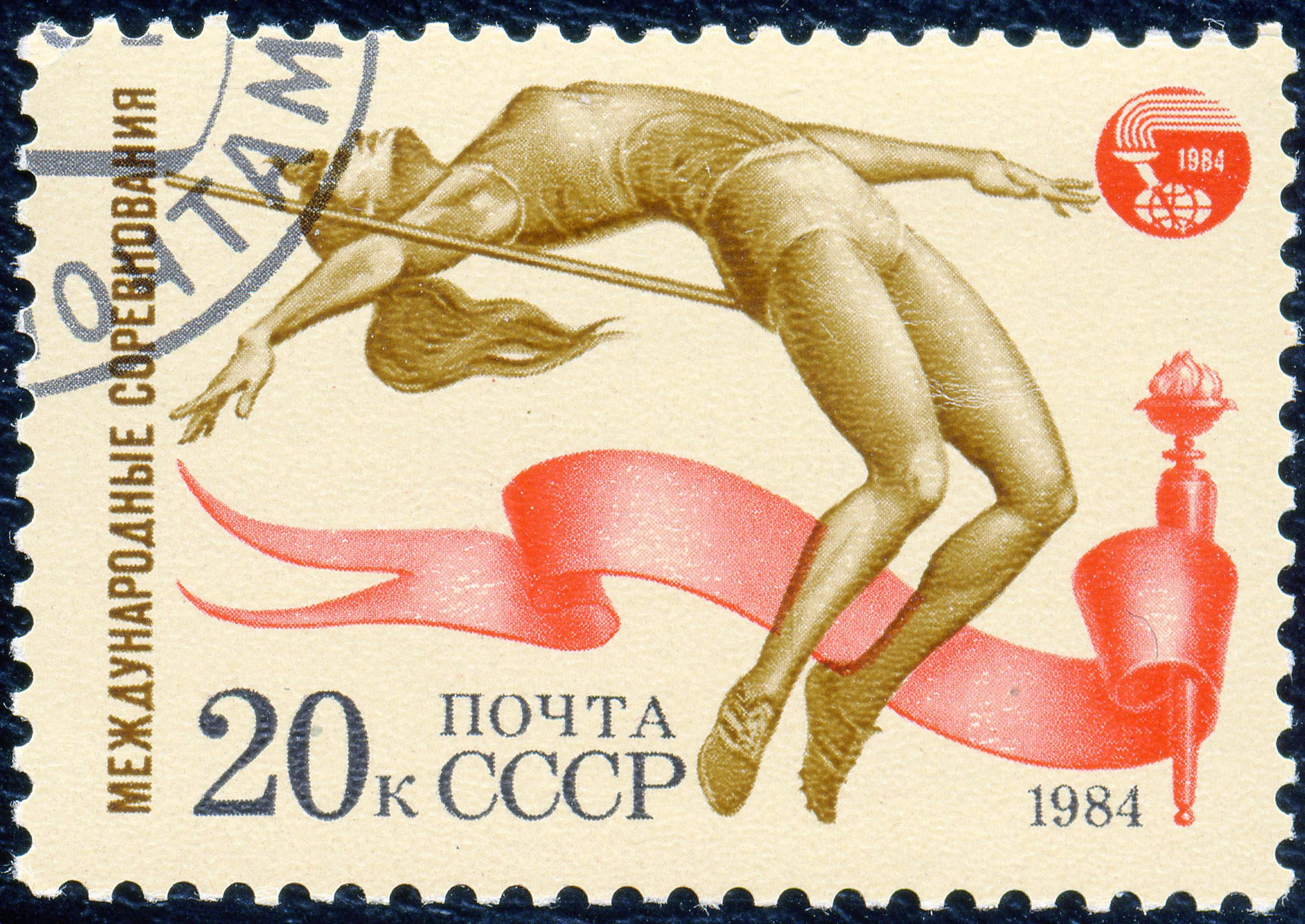
Легка атлетика (стрибок у висоту)
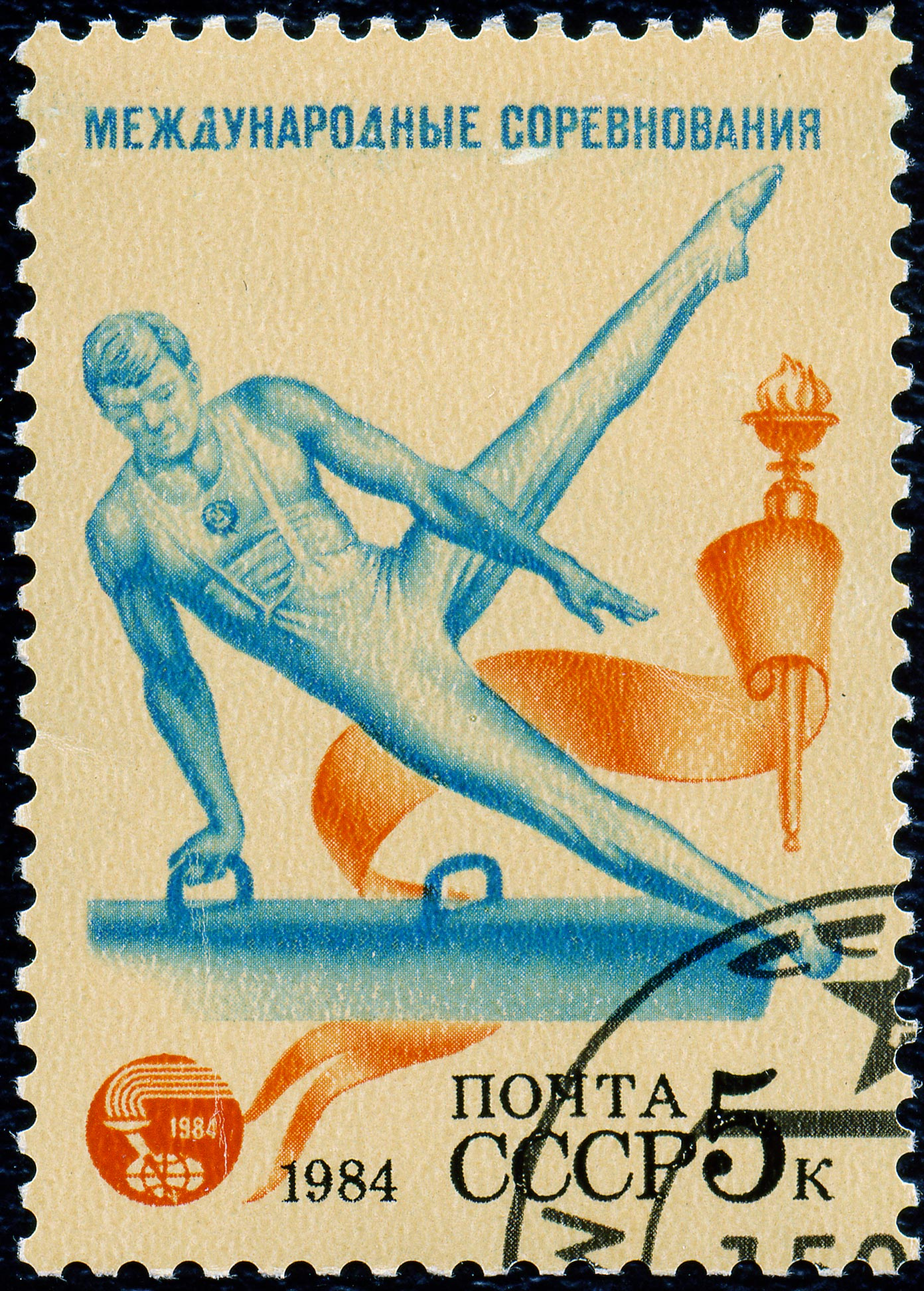
Спортивна гімнастика (вправи на коні)
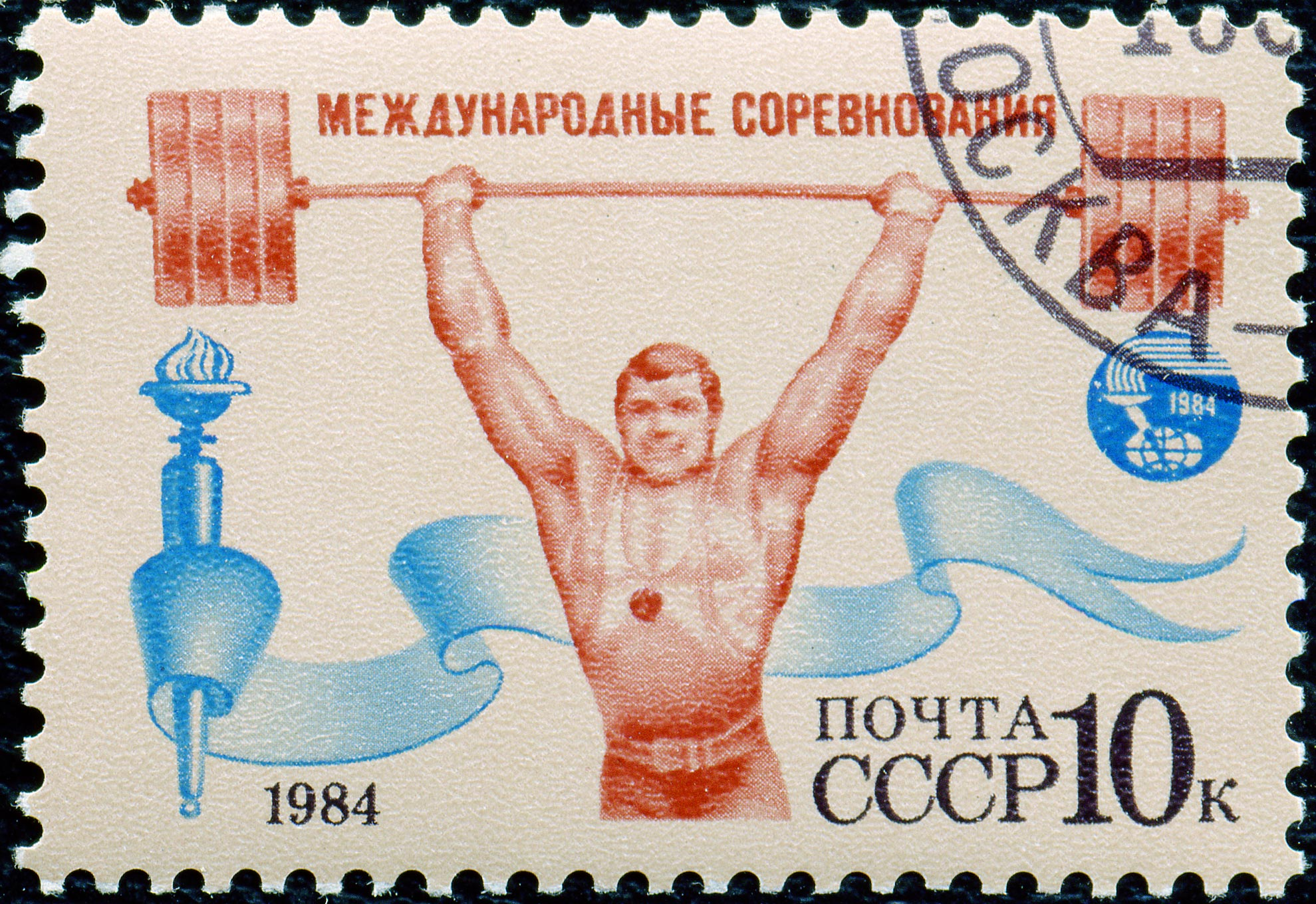
Важка атлетика